# Rifugio Mario Bezzi
Il rifugio Mario Bezzi (2.284 m s.l.m.) è un rifugio alpino situato in Valgrisenche in Valle d'Aosta. È intitolato allo zoologo Mario Bezzi. Si trova nell'alta Valgrisenche in località Alpe Vaudet.

## Storia
Il rifugio fu costruito nel 1931 e fu ampliato nel 1995.

## Accessi
Da Valgrisenche si risale lungo il lago di Beauregard fino in località Usellières. Di qui il rifugio è raggiungibile in due ore di cammino.

## Ascensioni
- Aiguille de la Grande Sassière - 3.751 m
- Punta Plattes des Chamois - 3.610 m
- Grande Traversière - 3.496 m
- Becca di Suessa - 3.420 m
- Truc Blanc - 3.405 m
- Punta Bassac Nord - 3.387 m
- Becca della Traversière - 3.337 m

## Traversate
- Rifugio Chalet de l'Épée - 2.370 m
- Rifugio Gian Federico Benevolo - 2.287 m

## Altre escursioni
- Lago di San Martino
- Lac du Vuert
- Col Bassac
- Col Bassac Dérè
- Col Vaudet o Col di Suessa
- Col du Lac Noir
- Lac Noir